# Gobernación de Tobolsk
La gobernación de Tobolsk (en ruso: Тобольская губерния) era una división administrativa del Imperio ruso ubicada en Siberia occidental con capital en la ciudad de Tobolsk. Creada en 1796, la gobernación existió hasta 1919.

## Geografía
La gobernación de Tobolsk limitaba con las de Yeniseisk, Tomsk, las óblasts de Semipalatinsk y Akmolinsk, las gobernaciones de Oremburgo, Perm, Vólogda, y Arcángel.
El territorio de la gobernación de Tobolsk se corresponde principalmente a la actual óblast de Tiumén.

## Subdivisiones administrativas
Al principio del siglo XX la gobernación de Tobolsk estaba dividido en 10 uyezds: Beriózovo, Ishim, Kurgán, Surgut, Tara, Tobolsk, Turinsk, Tiukalinsk, Tiumén y Yalutorovsk.

## Población
En 1897 la población del gobierno era de 1 433 043 habitantes, de los cuales 88,6 % eran rusos, 4 % eran tártaros, 2,6 % eran ucranianos y 1,3 % eran jantys (que representaban más de la mitad de la población de la uyezd de Beriózovo y 71 % del de Surgut).